# Diaporthe mori
Diaporthe mori är en svampart som beskrevs av Berl. 1888. Diaporthe mori ingår i släktet Diaporthe och familjen Diaporthaceae.   Inga underarter finns listade i Catalogue of Life.